# K-Rauta

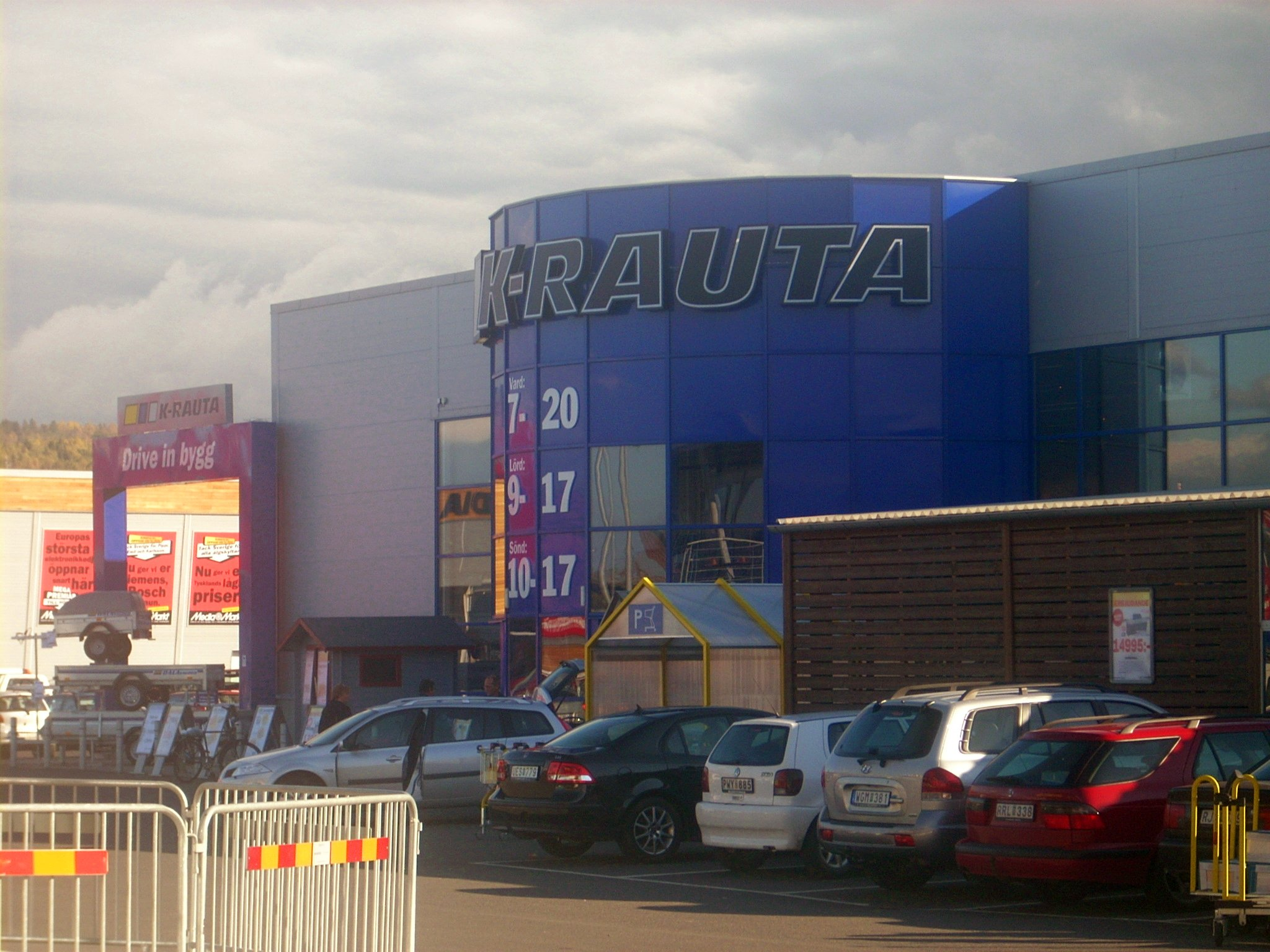
K-rauta i Jönköping

K-Rauta är en byggvaruhuskedja med butiker i Finland, Sverige, Estland och Lettland som saluför produkter och tjänster inom bygg, badrum, verktyg, inredning och trädgård. K-Rauta är ett helägt dotterbolag till Finlands största handelskoncern, Kesko Oy. "K" står för Kesko och "rauta" betyder "järn" på finska.

## I Sverige
K-Rautas första svenska byggvaruhus öppnades i april 1996 vid Sickla. Idag finns K-Rauta i Eskilstuna, Gävle, Halmstad, Järfälla, Kungens Kurva, Jönköping, Karlstad, Linköping, Malmö, Mölndal, Södertälje, Täby, Umeå, Uppsala, Växjö och Örebro. 
År 2013 lanserades en reklamkampanj där den finska skådespelaren Jarmo Mäkinen har huvudrollen, och Jarmo blev en förebild till en humorserie, Bastuklubben, skapad av Partaj-gänget.

## I Finland
K-Rauta är Finlands största järnhandelskedja med cirka 130 affärer runtom i landet. Kedjan ägs av K-gruppen och varje affär drivs av enskilda köpman. Dessutom har K-Rauta en nätbutik.
År 2017 slog Kesko ihop järnhandelskedjorna K-rauta och Rautia och kedjan fick en ny brand med namnet K-Rauta. Tidigare har även namnformet K-järn använts officiellt i Svenskfinland.